# Gamlarydssjön
Gamlarydssjön är en sjö i Falkenbergs kommun i Halland och ingår i Ätrans huvudavrinningsområde. Sjön är 12,9 meter djup, har en yta på 0,134 kvadratkilometer och är belägen 112,7 meter över havet. Sjön avvattnas av vattendraget Skatebäcken.

## Delavrinningsområde
Gamlarydssjön ingår i det delavrinningsområde (634926-132089) som SMHI kallar för Mynnar i Högvadsån. Medelhöjden är 146 meter över havet och ytan är 16,24 kvadratkilometer. Det finns inga avrinningsområden uppströms utan avrinningsområdet är högsta punkten. Skatebäcken som avvattnar avrinningsområdet har biflödesordning 3, vilket innebär att vattnet flödar genom totalt 3 vattendrag innan det når havet efter 58 kilometer. Avrinningsområdet består mestadels av skog (71 procent) och sankmarker (11 procent). Avrinningsområdet har 0,51 kvadratkilometer vattenytor vilket ger det en sjöprocent på 3,1 procent.